# Lewis Irving
Lewis Irving (né le 10 novembre 1995 à Québec) est un skieur acrobatique canadien spécialisé dans le saut acrobatique.
Le 10 février 2022, il remporte une médaille de bronze à l’épreuve des sauts par équipe mixte aux Jeux olympiques de Pékin avec Marion Thénault et Miha Fontaine.

## Palmarès

### Jeux olympiques
- : médaille de bronze en saut acrobatique par équipes aux JO 2022.

### Coupe du monde
- 8 podiums.